# Долно село
 Тази статия е за селото в Западна България.  За селото Долно Шел или Долно село в Централна Македония, Гърция вижте Долно Шел.  За бившето село в Костурско вижте Долно село (Костурско).
Долно село е село в Западна България. То се намира в община Кюстендил, област Кюстендил.
Името му идва от най-ниското му разположение, в сравнение с другите села в Каменишката котловина. Името на село Бистрица е от минаващата през землището му река Бистрица. Това речно име съществува и в други славянски езици и означава „бистра, бързотечна“.
Надморска височина при жп спирката – 812 м, при черквата на с. Бистрица – 845 м
През 1959 г. към Долно село е присъединено като махала с. Бистрица /Турско село, Чифлико/, което е също средновековно селище, известно от 1695 г. с името Бистриче. Присъединяването се е наложило, за да се избегне дублирането със село Бистрица, Дупнишко, тъй като и двете села са в Кюстендилска област.

## География
Село Долно село се намира на 20 километра западно от Кюстендил, в географската област Каменица, между реките Коприва, Лебница, Дренощица и Бистрица.
Махалите на с. Бистрица са главно по западните склонове на Лисец планина.
Селото е разпръснат тип, образувано от 18 махали: Превалец, Лаговска, Воденичарска, Станойкова, Свинярска, Малиновска, Гергинска, Баратлийска, Кошерен, Вирове, Цеклен, Ризовска, Чукурузци, Лебница, Трънярска, Горна, Салакунска, Бистрица.
Основни махали към Бистрица са: Долна /Стамболийска, Каймакамци/, Тренчовска, Кьосовска, Айдушка /Хайдушка/, Средна, Мечкина, Доларска, Горна, Планиничка. В двете села има обезлюдени махали.
Умерено континентален нископланински климат. Главно кафяви горски почви.
През годините селото принадлежи към следните административно-териториални единици: Община Долно село (1883 – 1978. От 1978 г до 1983 г. е кметство към Гюешевска селищна система, а от 1983 г. до 1987 г. – кметство към Гърлянска селищна система. След закриването на селищните системи през 1987 г., Долно село е кметство към община Кюстендил.
Заб. : С решение на Софийския окръжен народен съвет от средата на декември 1958 г., се закриват общините Долно село и Раненци. Тези общини преминават със селата, които са админстративно включени, към тях, към община Жлиници, Кюстендилско. Но само след няколко месеца това неправилно решение е отменено и общините Долно село и Раненци продължават да функционират.
Реално фактическо преминаване към Жилинска община не е осъществено.
През 1970 г. местността Осое е залесена с иглолистни насаждения. Вследствие на това започва ерозия на почвата и пресъхване на водоизточниците в местността Осое, Вирове и Кошерен.

## Население

### Население на село Бистрица (1880 – 1959)
| Година    | 1880 | 1900 | 1920 | 1926 |
| Население | 294  | 386  | 469  | 530  |

### Население на село Долно село
| Година    | 1880 | 1900 | 1926 | 1934 | 1946 | 1956 | 1965 | 1975 | 1984 | 1992 | 2001 | 2009 |
| Население | 656  | 728  | 936  | 1009 | 970  | 755  | 826  | 502  | 406  | 227  | 158  | 101  |

## История
Няма запазени писмени данни за времето на възникване на селото. Останките от праисторическо и късноантично селище свидетелстват, че района е населяван от дълбока древност.
Село Долно село е старо средновековно селище, регистрирано в турски данъчен регистър от 1570 – 1572 г. като султански хас към нахия Ълъджа (Кюстендил) на Кюстендилския санджак с 3 мюсюлмански и 21 християнски домакинства, 15 ергени и 5 бащини. През 1866 г. селото има 55 домакинства и 404 жители.
Махалата Бистрица, която става част от Долно село през 1959 г., също е старо средновековно селище – споменава се в турски данъчни регистри от 1576 г. През 1866 г. жителите са 210.
В началото на ХХ век селото има 8608 декара землище, от които 1600 дка гори, 5691 дка ниви, 817 дка естествени ливади, 500 дка пасища и мери и др. Основен поминък на селяните са земеделието и животновъдството. Част от населението са сезонни работници. Развити са домашните занаяти; има няколко шивачници, обущарница, мелница, тепавица и дарак. Махалата Бистрица има до 1959 г. 5036 дка собствено землище.
Енорийската църква „Свети Георги“ е построена през 1868 г. върху основите на стара църква. Непосредствено до нея са и селските гробища, където е изграден паметник на загиналите във Втората световна война.
Църквата „Успение Богородично“ в с. Бисктрица е построена през 1908 г.
В селото е открито училище през 1874 г. През 1950 г. е построена нова сграда за начално и прогимназиално училище „Св. св. Кирил и Методий“, с ученическо общежитие. В началото на август 2021 г., при възникнал голям пожар в централната част на селото, изгоря покрива и голяма част от дограмата на училищната сграда. Училището е закрито през 1993 г., поради силно намалелия брой деца.
Начално училище е имало и в с. Бистрица от 1924 г. до 1960 г.
Създадено е читалище Св. св. „Кирил и Методий“ през 1927 г., което още развива, макар и скромна културна дейност.
Жп гара Долно село е една от основните гари от 1910 г, на жп линията Кюстендил-Гюешево, с интензивна товаро-разтоварителна дейност и значителен пътникопоток. От няколко десетилетия е необслужвана спирка, а сградата се руши.
Здравна служба е открита през 1912 г – първата в Географска област Каменица, отначало с фелшер, а от 1935 г. – с участъков лекар. Здравната служба е закрита през 2001 г., а сградата на амбулаторията е приватизирана през 2005 г.
Общината е преместена в нова сграда през 1936 г. Пощенската станция е открита през 1942 г., функционира и в момента.
През 1938 г. е открит Горски разсадник, който продължава да действа.
През 20-те години на ХХ в. в Лаговска махала са построени мелница, тепавица, дарак и влачарница. През сушави години и люти зими, поради липса на вода, те са задвижвани чрез трансмисии от газожен-мотор.
При изгаряне на дървени въглища се отделя газ, който задвижва мотора. Така се осигурявала целогодишна дейност.
През 1955 г. е построена голяма мелница с електрическо задвижване в местността „Планиница“. В началните години работи с пълен капацитет, но с намаляване на площите със зърнени храни, намалява и работата ѝ.
Закрита е през 1995 г., а сградата е купена от частно лице. На мястото ѝ е изградена частна дърводелска фабрика.
През 1928 г. е учредена Каменичка популярна банка.
През 1948 г. е учредена всестранна кооперация „Единство“ на базата на закритата през 1947 г. Каменичка популярна банка. През 1952 г. към нея се присъединява кооперацията в с. Бобешино, през 1953 г. става селкооп, а през 1960 г. – потребителна кооперация. През 1964 г. кооперацията открива търговски дом с магазин и хоремаг. Влива се в ПК „Осогово“ – с. Раненци през 1973 г.
Построени са три овчарника, краварник, обори, складове за жито, мелница.
Особено много Долно село се оживява целогодишно след откриването на жп гарата. Откриват се няколко магазина, кръчми, хлебопекарница, ковачница, въжарница, няколко шивачници, подковачница и др.
През 1956 г. е учредено ТКЗС „Заря“, което от 1960 г. е към ДЗС Кюстендил, филиал Долно село. От 1963 г. – към ДЗС Раненци; от 1971 – към АПК Раненци и от 1979 г. – в състава на АПК „Румена войвода“ – с. Гърляно.
През 1956 г. е учредено и ТКЗС „Боровец“ – с. Бистрица, което през 1959 г. се присъединява към ТКЗС „Заря“. След 1991 г. следва ликвидация и връщане на земята на бившите собственици или на техни наследници.
Разпродадени са стопански сгради, инвентар, сеновали, раздадени са оскъдни дивиденти. По-голяма част от земята запустява, развъдиха се лишеи по старите овошки, увеличи се популацията на диви свине.
Селото е електрифицирано през 1946 г. Водоснабдено през 1960 г. с водопровод от планината Осогово. Улицата пред кметството е асфалтирана.
Има дъждомерна станция.
Активни миграционни процеси. От общински център в миналото, основна жп гара, училище с прогимназиален курс, пощенска станция, здравна служба, мелница и др. селото започна да запада, както и съседните села от Каменица и както се вижда от таблицата, населението катастрофално намалява. Към средата на 2021 г. в обединените две села целогодишно живеят около 50 души, някои от които роми, заселили се преди 30 – 40 години от Циганската махала на с. Кутугерци.

## Религии
Село Долно село принадлежи в църковно-административно отношение към Софийска епархия, архиерейско наместничество Кюстендил. Населението изповядва източното православие.

## Обществени институции
- Читалище „Кирил и Методий“ основано 1927 г.
- Гара на жп линията Кюстендил-Гюешево от 1910 г.

## Исторически, културни и природни забележителности
- Възрожденска църква „Свети Георги Победоносец“. Намира се в селските гробища, на левия бряг на река Бистрица. Построена е през 1868 г. върху основите на стара средновековна църква от майсторите Иван, Стойчо и Новко от с.Горни Коритен. Иконите са рисувани от Иван Доспевски през 1873 г.
- църква „Успение Богородично“ (църквата на бившето с. Бистрица).
- Оброк „Света Троица“, „Свети Герман“ и „Свети Димитър“. Намира се на около 1,5 км югозападно от църквата в местността „Службище“, при Салакунска махала. Мястото е отбелязано с дървен кръст, а до него е положена антична гранитна колона с дължина 2,5 м.
- Паметник на загиналите във Втората световна война.

## Редовни събития
- Събор на 13 юли – Свети Павел, в местността „Планиница“.
- Събор на Димитровден – в местността „Службата“
- Събор на Георгьовден.
- Курбан на 28 август – в местността „Пладнище“

## Личности
- Алексо Малинов – първия кмет на Долноселската селска община след Освобождението (1883).
- проф. д.ик.н. Васил Манов. Ръководител на катедра „Маркетинг и стратегическо планиране“ и директор на Института за икономически анализи, експретизи и прогнози. От 1974 г. е на научно – преподавателска работа в УНСС. Бил е зам.декан и декан. Също и заместник – ректор по научноизследователската дейност на УНСС. Спезиализирал е във Великобритания, Германия, Русия, Унграия, Чехословакия и Полша. Чете лекци по курса по „Прогнозиране и планиране“ в УНСС.
- Илия Арсов Бачев (1908 – 2000) – пчелар.
- Георги Илиев Бачев (1928 – 2005) – полковник от артилерията, старши военен представител на патронния завод в Арсенал – Казанлък, създател на стоп-патрона за пистолет Макаров (1988).
- Благой Ранов /1946/ - роден в с. Бистрица.  Писател и журналист. Член на Съюза на българските журналисти и Съюза на българските писатели. Автор на десет книги  с разкази.
- Митре, български хайдутин от XIX век[3]

## Галерия
- с. Долно село
- Църквата „Свети Георги Победоносец“ (1867)
- Бившата гара сега спирка на жп линията Кюстендил-Гюешево от 1910 г.
- Стари къщи от с. Долно село